# 州判
州判為中國古代文官官職名，在清朝之位階約為從七品。州判職能通常為地方衙門輔佐主官的基層官員編制，不過也為外派直隸州知州的左右手，如台灣府台東直隸州的州判。1910年代，清朝滅亡後，該官職廢除。